# Carmen Arvale
Het Carmen Arvale is het overgeleverde lied of gebed (carmen) dat de Fratres Arvales in het oude Rome zongen tijdens een vruchtbaarheidsfeest voor de godin Dea Dia in de maand mei. Het lied behoort tot de oudst bekende Latijnse teksten. De betekenis is onduidelijk.

## Tekst
| Oud-Latijn |  | Poging tot vertaling |
| enos Lases iuvate (3x) neve lue rue Marmar sins incurrere in pleoris (3x) satur fu, fere Mars, limen sali, sta berber (3x) semunis alterni advocapit conctos (3x) enos Marmor iuvato (3x) triumpe (5x). |  | Help ons, Laren!(3x) En laat geen ramp, Marmar (= Mars), velen treffen!(3x) Wees tevreden, wilde Mars! Spring over de drempel! Blijf daar staan!(3x) Roep de zaadgoden in volgorde aan!(3x) Help ons, Marmor (= Mars)!(3x) Triomf!(5x) |

## Betekenis
Na aanroep van de Laren wordt Mars gevraagd om hulp bij de verdediging van de grenzen en de vruchtbaarheid van de grond. Men hoopt dat hij tevreden is en danst (of is dit een instructie voor de dansers?). Ten slotte worden zaadgoden aangeroepen.
De fragmentarische tekst danken we aan een opgegraven inscriptie uit 218, onderdeel van de Acta Arvalia. Destijds was het gebezigde Latijn reeds oeroud en waarschijnlijk onbegrijpelijk. De vertaling is speculatief.

## Wicca
Gerald Gardner voerde het Carmen Arvale als modern wiccalied in.